# Il vero amore esiste
Il vero amore esiste (On the Way to the Wedding) è un romanzo della scrittrice americana Julia Quinn pubblicato nel 2006. Si tratta dell'ottavo romanzo della saga dei Bridgerton.

## Trama
Il libro racconta la storia di Gregory Bridgerton, settimo figlio della famiglia Bridgerton, e di Lady Lucinda Abernathy. Gregory Bridgerton si innamora di Hermione Watson, ma il suo amore non è ricambiato; Lady Lucinda Abernathy, amica di Gregory, vuole aiutarlo, ma presto Gregory e Lucinda comprendono di essere innamorati l'uno dell'altra. Tuttavia, Lucinda è promessa sposa di un altro uomo, ed è controllata direttamente da suo zio, che non approva la sua amicizia con Gregory.

## Accoglienza
Il romanzo ha scalato le classifiche del New York Times.

## Edizioni
- Julia Quinn, Il vero amore esiste, Milano, Arnoldo Mondadori Editore, 2021, ISBN 9788804741183, OCLC 1352606383.